# Schlatt, Zürich
Schlatt är en kommun i distriktet Winterthur i kantonen Zürich, Schweiz. Kommunen har 774 invånare (2023).
Kommunen består av orterna Unterschlatt, Oberschlatt, Waltenstein och Nussberg.